# Cioba, Plovdiv
Cioba (în bulgară Чоба) este un sat în comuna Brezovo, regiunea Plovdiv,  Bulgaria. 

## Demografie
Componența etnică a satului Cioba
     Bulgari (79,97%)
     Romi (13,34%)
     Nicio identificare (5,93%)
     Altele (1,16%)
La recensământul din 2011, populația satului Cioba era de 944 locuitori. Din punct de vedere etnic, majoritatea locuitorilor (79,97%) erau bulgari, cu o minoritate de romi (13,34%). Pentru 5,93% din locuitori nu este cunoscută apartenența etnică.